# Карякин, Дмитрий Юрьевич
Дмитрий Юрьевич Карякин (бел. Дзмітрый Юр'евіч Каракін, род. 11 декабря 1985, Минск, Белорусская ССР, СССР) — белорусский певец. Является одним из основателей, а также по совместительству солистом белорусской рок-группы Litesound. Участник шоу «Хочу к Меладзе». 24 мая 2012 со своей группой представил Белоруссию на песенном конкурсе «Евровидение-2012», где во втором полуфинале заняли 15 место.

## Биография
Родился Дмитрий 11 декабря 1985 года в Минске. Окончил Академию искусств по специальности «Режиссура».

### Создание группыLitesound
Дмитрий начал свою музыкальную карьеру в Китае, где он долгое время жил со своей семьей. В Китае со своим братом Владимиром создали любительскую группу, которая позже стала профессиональной и получила название Litesound. В 2005 году после первого выступления попали в поле зрения всех белорусских радиостанций, а также успели заявить о себе в Италии.

### Участие наЕвровидение 2012

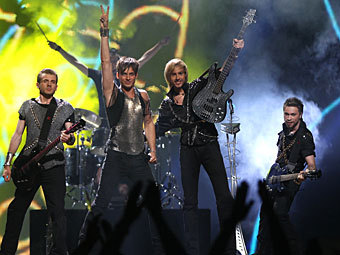
Группа Litesound на Евровидение 2012 в Баку

Изначально группа не должна была ехать на конкурс: в финале национального отбора они заняли второе место. Однако, по мнению самого Дмитрия и голосовавших, голоса были фальсифицированы. Результаты голосования вызвали огромный общественный резонанс, и к разрешению конфликта подключился Президент Республики Беларусь Александр Лукашенко, который создал отдельную комиссию для того, чтобы определить, кто должен будет представить Белоруссия на песенном конкурсе Евровидение-2012. По итогам пересчёта голосов группа Litesound была признана победителем национального отбора. В ходе подготовки к Евровидению Дмитрий столкнулся с большим количеством разногласий с Белтелерадиокомпанией.
15 мая в столице Азербайджана Баку состоялась первая репетиция номера — песни «We Are the Heroes». Вечером 22 мая фанаты группы Litesound устроили флешмоб в одном из супермаркетов Баку. 18 мая прошла последняя репетиция перед полуфиналом. 23 мая состоялся генеральный прогон номера, на котором будут голосовать жюри, а 24 мая состоялось выступление во втором полуфинале, по итогам голосования в котором группа заняла 15-е место. После своего выступления Дмитрий заявил что «Честно говоря, мне было безразлично, пройдем мы или нет в финал. Потому что еще на генеральном прогоне я видел, какую роль играет страна происхождения артиста. В финал проходят какие-то мрачные, абсолютно непонятные песни. Мне гадко от всего этого происходящего. Евровидение роет себе же могилу тем, что превращается в "Балкановидение"». Невыход группы в финал удивил не только саму группу, но и многих других исполнителей.

### Участие в шоу «Хочу к Меладзе[укр.](укр.)»
После неудачного выступления на Евровидение 2012 Дмитрий поехал в Москву. Сам Дмитрий расценивал эту поездку как рекламную. Практически с первой попытки он стал участником шоу «Хочу к Меладзе», где, по словам Константина Меладзе, стал бы идеальным дополнением для его бойсбенда. С некоторыми участниками этого шоу у Дмитрия возникали конфликты.

### Участие вНовой волне

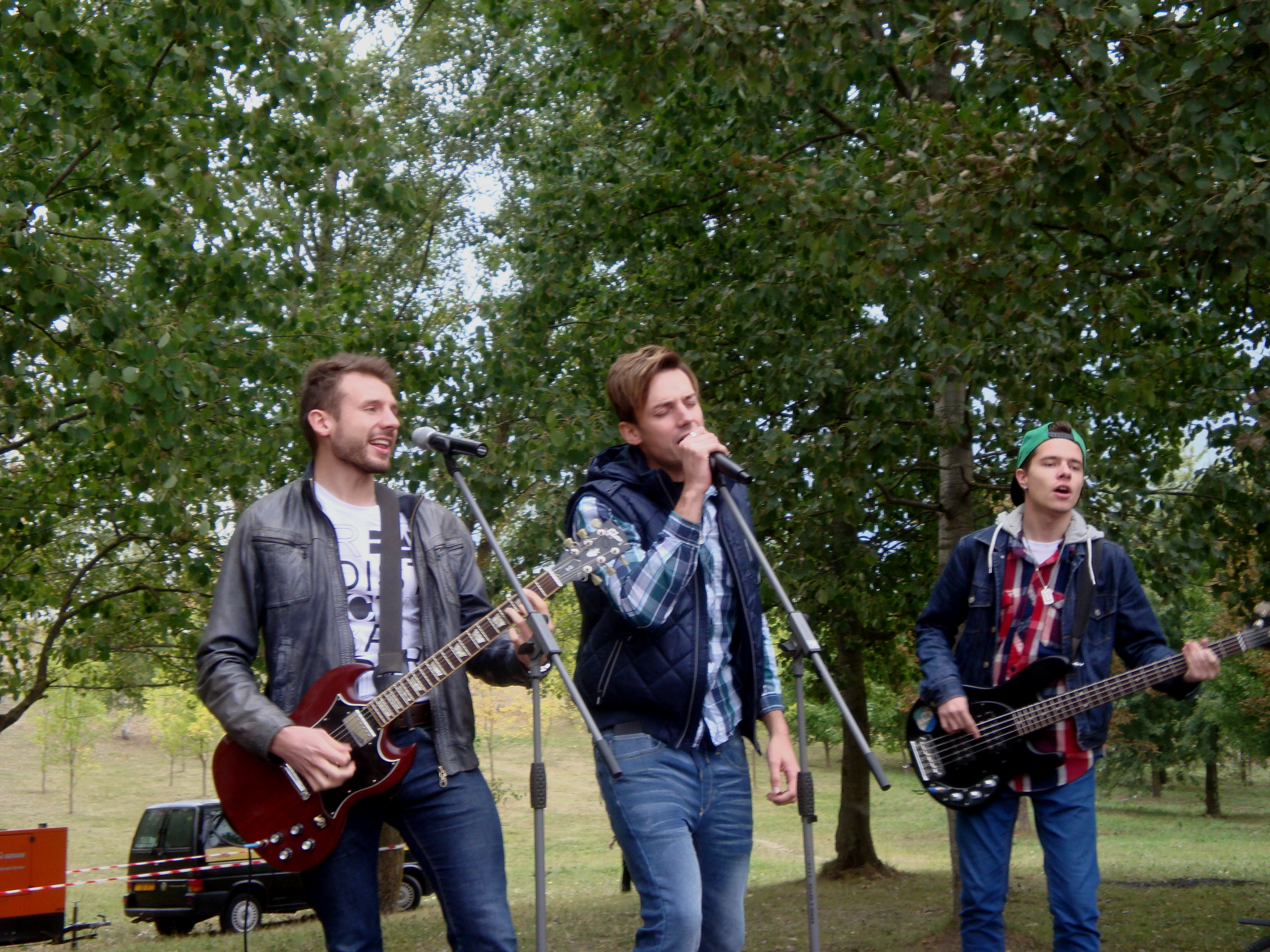
Группа Litesound выступают в парке имени Михаила Павлова в сентябре 2015 года

В 2010 году Дмитрий вместе с группой приняли участие в конкурсе «Новая волна» в Юрмале. Их выступление было высоко оценено жюри. На второй день конкурса они исполнили песню «Мама» которая стала хитом страны. Благодаря этому во второй день конкурса они заняли второе место. По итогам конкурса они заняли шестое место.

### Карьера в группе
Вместе со своей группой Дмитрий записал гимны для футбольной команды «Шахтёр», гандбольного клуба «Динамо Минск». Они записывают саундретреки для реклам различных брендов. Их клип на песню «See You In Vegas» удосужился получить награду «Лучший клип года». А также альтернативной музыкальной премии Ultra-Music Awards в номинации «Лучший белорусский клип года». В 2014 году их песня Brothers стала гимном чемпионата миру по хоккею с шайбой 2014. Группа записала кавер на песню Полины Гагариной «A Million Voices». В 2016 году, совместно с певицей Katherine, группа подала заявку на участие в национальном отборе на «Евровидение» от Молдовы. Они выиграли национальный отбор и прошли в полуфинал самого конкурса. Но 2 февраля 2016 года, за три недели до полуфинала стало известно, что артисты отказались от участия в песенном конкурсе. В 2019 году записали трек для Вторых Европейских Игр «Champion», который по мнению жюри пошёл в тройку лучших. Но за пару дней до церемонии закрытия игр их выступление было отменено.  Группа снимала клипы для многих белорусских певцов, групп.

### 2020—2023
13 октября 2022 года был задержан вместе с братом и родителями. В марте 2023 года все четверо были приговорены к нескольким годам «домашней химии» за участие в протестах 2020 года.
30 ноября 2022 года правозащитный центр «Весна» признал Карякиных политическими заключёнными.